# La Belleza (kommun)
La Belleza är en kommun i Colombia.   Den ligger i departementet Santander, i den centrala delen av landet, 140 km norr om huvudstaden Bogotá. Antalet invånare är 8 462.